# Fluorure de thionyle
Le fluorure de thionyle est un composé chimique de formule SOF2. C'est un gaz incolore présentant un intérêt essentiellement théorique. Il résulte notamment de la dégradation de l'hexafluorure de soufre SF6, un gaz couramment utilisé comme isolant électrique dans les installations haute tension. La molécule adopte une géométrie pyramidale trigonale, avec une symétrie Cs. Les liaisons S–O et S–F ont une longueur respectivement de 142 pm et 158 pm. Les angles O–S–F et F–S–F sont respectivement de 106,2° et 92,2°. Le chlorure de thionyle SOCl2 et le bromure de thionyle SOBr2 ont une structure semblable, mais sont liquides à température ambiante. On connaît également des halogénures mixtes de thionyle, comme le chlorofluorure de thionyle SOClF.

## Synthèse et réactions
Le fluorure de thionyle peut être produit en faisant réagir du chlorure de thionyle SOCl2 avec des sources de fluorure F− comme le trifluorure d'antimoine SbF3 :
3 SOCl2 + 2 SbF3 → 3 SOF2 + 2 SbCl3.
Il se forme également par fluoration du dioxyde de soufre SO2 :
SO2 + 2 PF5 → SOF2 + POF3.
Du SOF2 se forme par hydrolyse du tétrafluorure de soufre SF4 issu de l'hexafluorure de soufre SF6 exposé à des arcs électriques ; le SOF2 s'hydrolyse à son tour en formant de l'acide fluorhydrique HF(aq) et du dioxyde de soufre :
SOF2 + H2O → 2 HF(aq) + SO2.
Contrairement au chlorure et au bromure de thionyle, le fluorure de thionyle n'est pas utilisé en chimie des organofluorés. En revanche, on utilise le tétrafluorure de thionyle SOF4 comme réactif en chimie click.